# Wisłok Środkowy z dopływami
Wisłok Środkowy z Dopływami (PLH180030) – obszar mający znaczenie dla Wspólnoty, obejmujący dolinę rzeki Wisłok na odcinku od zapory w Sieniawie do zapory w Rzeszowie oraz rzekę Stobnicę od mostu na trasie Domaradz – Golcowa do ujścia. Tak ujęty obszar zajmuje powierzchnię 1064,64. Projektowany jest w tym miejscu specjalny obszar ochrony siedlisk.
Występuje tu dziewięć gatunków ryb z załącznika II dyrektywy siedliskowej:
- minóg strumieniowy Lampetra planeri
- kiełb Kesslera Gobio kessleri
- kiełb białopłetwy Gobio albipinatus
- brzanka peloponeska Barbus peloponessius
- boleń pospolity Aspius aspius
- różanka pospolita Rhodeus sericeus amarus
- głowacz białopłetwy Cottus gobio
- koza pospolita Cobitis taenia
- piskorz Misgurnus fossilis

W obszarze występuje kilka typów siedlisk z załącznika I dyrektywy siedliskowej, wśród których można wymienić następujące:
- łęgi
- grądy
- łąki świeże
- łąki zmiennowilgotne

Na łąkach zmiennowilgotnych występują tu trzy gatunki motyli z załącznika II dyrektywy siedliskowej:
- modraszek telejus Phengaris teleius
- modraszek nausitous Phengaris nausitous
- czerwończyk nieparek Lycaena dispar